# Tiago Alexandre Martins da Cruz Pereira
Tiago Alexandre Martins da Cruz Pereira (sinh ngày 6 tháng 2 năm 1990) là một cầu thủ bóng đá người Bồ Đào Nha thi đấu cho Torreense.

## Sự nghiệp câu lạc bộ
Anh ra mắt chuyên nghiệp tại Giải bóng đá hạng nhất quốc gia Bồ Đào Nha cho Atlético CP vào ngày 17 tháng 11 năm 2013 trong trận đấu trước Académico de Viseu.